# جماع ثديي
الجماع الثديي هو سلوك جنسي بين الرجل والمرأة، يؤدى كمداعبة أو كجماع غير إيلاجي، يتمثل في تحفيز قضيب الرجل بثديي المرأة والعكس.

## الممارسة
يتمثل الجماع الثديي في وضع الرجل قضيبه المنتصب في شق المرأة ودفعه بين ثدييها، بينما يُضغط الثديان حول المحور القضيبي، مشكلاً بهذا منطقة ضيقة من أجل التحفيز. قد يؤدى السلوك وجهاً لوجه، أو رأساً لذيل، مع استحسان كون المرأة في الأعلى إن كان ثدياها صغيرين.
يقال من طرف أليكس كومفورت أن الجماع الثديي يسبب هزة جماع مزدوجة عند النساء الحساسات (ما يصطلحه مارغوت أناند هزة جماع الثدي)، وكان أحد الممارسات التسع البديلة للسلوكيات الجنسية الإيلاجية، كما هو مفصل في باراديس تشارنيلس من 1903. يمكن أن يُجمع مع لعق القضيب ويمكن أن تحرك المرأة ثدييها للأعلى والأسفل حول القضيب من أجل تحفيز إضافي، عادة قبل وصول الرجل لهزة الجماع والقذف.
حيث أن الجماع الثديي سلوك جنسي غير إيلاجي، فخطر انتقال الأدواء المنقولة جنسياً (د.م.ج.) التي تتطلب الاتصال المباشر بين الغشاء المخاطي والمذي أو المني تقل بشكل كبير. فيروس العوز المناعي البشري هو من بين العدوى التي تتطلب مثل هذا الاتصال المباشر ولهذا فمن الاحتمالات المستبعدة أن ينتقل بواسطة الجماع الثديي. دراسة عن عادات استخدام العازل الذكري لعاملي الجنس في نيوزيلندا قالت أنهم قدموا العديد من بدائل الجنس الآمن للجنس المهبلي للزبناء الذين رفضوا ارتداء العوازل الذكرية. إحدى عاملات الجنس قالت أن الجماع الثديي كان أحد البدائل المستخدمة؛ أُدي الجماع الثديي من قبل امرأة بثديين كبيرين أشعر الزبون مثل القيام بجنس مهبلي إيلاجي.
اعتُبر الجماع الثديي في بعض الأحيان انحرافاً. فرويد، مع ذلك، اعتبر التوسعات كهذه في الاهتمام الجنسي في نطاق الطبيعيات، إلا على سبيل الحصر (أي رفض كل الأشكال الأخرى للاتصال الجنسي). أحد الجدالات أن مثل هذا التركيز المحصور على الثديين قد يكون نتاج تراجع جزئي نحو الجنسانية الطفولية، أو فرار من الأعضاء التناسلية الأنثوية بسبب قلق الإخصاء.

## مصطلحات عامية
يُعرف الجماع الثديي باسم نكح الثُدَيّات، نكح الأثداء أو عمل الأثداء في الولايات المتحدة، وكذلك باسم الاستمناء الثديي أو النكح الفرنسي في المملكة المتحدة - يرجع تاريخ المصطلح الأخير لثلاثينات القرن العشرين؛ بينما المرادف الأكثر فكاهة هو رحلة خلال الممر الثديي.
تستخدم صناعة الجنس اليابانية المصطلح Paizuri ‎ (パイズリ) (من Oppai ‎ (おっぱい)، كلمة عامية بمعنى الثدي).